# برنارد مورين
برنارد مورين (بالفرنسية: Bernard Morin)‏ هو عالم رياضيات فرنسي عمل أساسا في الطوبولوجيا. صار أعمى عندما كان عمره السادسة بسبب إصابته بمرض الزرق. ولكن عماه لم يمنعه من عيش حياة مهنية ناجحة في مجال الرياضيات.